# نیکینتسی
نیکینتسی (به صربی: Nikinci) یک منطقهٔ مسکونی در صربستان است که در Ruma municipality واقع شده‌است. نیکینتسی ۲٬۲۱۶ نفر جمعیت دارد.